# Karl Zuegg
Karl Zuegg (* 28. Februar 1914 in Lana, damals Österreich-Ungarn, heute Italien; † 26. Dezember 2005) war ein italienischer Unternehmer.

## Leben
Karl Zuegg war zwischen 1940 und 1986 Geschäftsführer des Fruchtsaft- und Marmeladenproduzenten Zuegg in Lana (Burggrafenamt).